# 巴拉克·般斯頓
巴拉克·般斯頓（Barak Braunshtain，1999年6月10日—），生於香港，以色列足球運動員，司職進攻中場。父母均為以色列人，本人則在香港土生土長，現時效力香港超級聯賽球會理文。

## 球員生涯
巴拉克生於香港，於5歲開始接觸足球，到10歲便加入傑志足球學校並以職業足球員為夢想，他於小時候除參與球隊每周3天的訓練外，更於其餘3天私下聘請教練指導。
到2016年7月，班霸球會傑志以職業球員學徒合約簽下四名連同巴拉克在內的1999年出生的年輕球員，而由於巴拉克在港已居滿七年，使他能以本地球員身份註冊本地賽事，惟還未持有香港特區護照的他不能以香港球員身份，出戰國際賽或亞洲球會級賽事，而他在2016年12月20日對港會的足總盃首圈在63分鐘後備入替隊長林嘉緯，職業生涯首度登場，最終協助傑志以5–1勝出，而賽後他獲主教練朱志光稱讚表現出不錯膽識，更有幾次美妙突破，絕對是可造之材。
不過到2017年1月，巴拉克與另外三名1999年出生的外籍青年軍，因國際足協規則，而暫停註冊到季內逐漸被解禁。而隨住菁英盃改制硬性規定每隊每場必須派出最少兩名U22球員上陣，使巴拉克於10月29日對香港飛馬的菁英盃分組賽，職業生涯首度踢足全場下，協助傑志最終以4–0勝出。
2021年8月25日，傑志宣佈巴拉克已約滿離隊。2022年至2024年，巴拉克曾到以色列落班。
2024年1月5日，港超聯球隊東方宣布正式簽入巴拉克。
2024年8月3日，巴拉克加盟港超聯球隊標準流浪。
2025年7月7日，港超聯球隊理文宣布正式簽入巴拉克。

## 個人生活
巴拉克的家人與好朋友都稱他為Aki，自他於5歲開始接觸足球後，其家人便一直支持他尋夢為他打氣，他於與三名同時獲傑志從青年軍提升到一隊的史譚和史雲斯頓以及畢頓，自小已認識和是最好的朋友，除畢頓就讀西島中學外其餘三人包括巴拉克均是港島中學學生，而他們四人經常聚在一起，就如親兄弟般。

## 榮譽
傑志
- 香港超級聯賽冠軍（2016–17、2019–20、2020–21季度）
- 香港足總盃冠軍（2016–17、2017–18、2018–19季度）
- 香港高級組銀牌冠軍（2016–17、2018–19季度）
- 香港社區盃冠軍（2017年）
- 香港菁英盃冠軍（2017–18、2019–20季度）

東方
- 香港足總盃冠軍（2023–24季度）

## 外部連結
- 香港足球總會網頁球員資料 （页面存档备份，存于）